# Friday Fighting
Friday Fighting è un singolo del musicista britannico Sam Fender, pubblicato il 9 febbraio 2018.

## Tracce
1. Friday Fighting – 3:10